# Българско училище „Букваран“
Българско училище „Букваран“ е училище на българската общност в Лондон, Англия. То е основано през 2011 г. Регистрирано е по ПМС334 към Министерството на образованието и науката на България. Директор на училището е Людмила Юнакова.
Училището е открито на 17 септември 2011 г. Тогава са записани 30 деца, а на следващата година 41 деца.
В училището има предучилищна група по български език и литература (124 учебни часа годишно); 1, 2, 3 и 4 клас (по 4 учебни часа на седмица). Учебните процеси се провеждат в събота и неделя. Изучавани учебни предмети са – „Български език и литература“, „Роден край“, „Човек и общество“.